# سامسونگ اس‌جی‌اچ-ئی۲۵۰آی
سامسونگ اس‌جی‌اچ-ای۲۵۰آی یک‌نمونه از گوشی‌های تلفن همراه سری E شرکت سامسونگ می‌باشد که توسط همین شرکت به بازار عرضه شده‌است.